# ピッコロ (ドラゴンボール)
ピッコロは、鳥山明の漫画『ドラゴンボール』およびそれを原作とするアニメ『ドラゴンボール』『ドラゴンボールZ』『ドラゴンボールGT』『ドラゴンボール改』『ドラゴンボール超』『ドラゴンボールDAIMA』に登場する架空のキャラクター。名前の由来は楽器のピッコロ。

## 概要
作中では同名のキャラクターが2人登場する。どちらも「ピッコロ大魔王」を名乗っているが、「大魔王」の呼称は初代に対して用いられることが多い。
初代の息子かつ分身にして生まれ変わりの2代目も初めは「大魔王」と呼ばれたり自称することがあったが、人造人間編以降は自称も他称も少なくなった。なお、2代目を初代と区別する場合には劇中で本人が名乗った偽名「マジュニア」が用いられることも多い。デザインはいずれのピッコロも触角はナメクジをモチーフとしている。
初代誕生までにはいくつかの変遷を経ており、まず劇中時間よりかなり古い時代に、故郷のナメック星で発生した異常気象から生き残るため、宇宙船に乗って地球へと幼いナメック星人が漂着した。その本当の名前も忘れたまま成長したナメック星人が、新たな神に就任するため修行の過程で自身の心の中にあるわずかな悪を分離した結果、その「悪の心」がピッコロ大魔王となった。アニメ版『ドラゴンボール』シリーズの回想シーンでは分離する瞬間が何度か描かれており、どれも最初から成人状態で描かれている。
その後、地球の神はピッコロ（マジュニア）と再び融合する際に「かつてのような邪悪な心がピッコロからずいぶん消え失せているため、再び分かれることはもうないだろう」と述べている。先述したように、分離前の1人のナメック星人だった頃の名前は忘れてしまったために不明だが、出自に関してはナメック星人のカタッツという人物の子であるとのことがナメック星の最長老により明かされた。

## ピッコロ大魔王
アニメでの声優は青野武、『ドラゴンボールZ 超究極武闘伝』以降のゲーム版では島田敏。原作其之百三十五「クリリンの死 そして恐ろしき陰謀」、アニメ『ドラゴンボール』第102話「クリリンの死 恐ろしき陰謀!!」でそれぞれ初登場。

### キャラクター概要（ピッコロ大魔王）
身長250cm、体重200kg。趣味は人間の苦しむ顔を見ること、嫌いなものは魔封波。嫌いな言葉は「正義」と「平和」。戦闘力260。一人称は「わし」「わたし」が多いが、「オレ」「オレさま」を使うこともある。服装は青紫色の道着で、胸には四方に尖った丸の中に「魔」の字が書かれている。悟空との最初の戦闘で脱ぎ捨てたが、当初は同じ色の上着型のマントを上に着用しており、こちらも胸に「魔」の字が書かれていた。
ピッコロの理想は「恐怖による世界の支配」ではなく「法律や権力が存在せずあらゆる悪事に対して抑制力が働かない世界の成立」である。
地球の神から分離した悪は自らピッコロ大魔王を名乗り、地球の神いわく「地上へ逃げ」、魔族として世界征服を企むようになる。当時、神を除いて地上ではどんな武道家も敵わないほどの絶対的な力を世界に見せつけ人間たちを恐怖に陥れるが、魔封波を開発した武道家・武泰斗により、彼の命と引き換えに電子ジャーに封印された。後に亀仙人もピッコロ大魔王にこの術を使い封印を試みるが失敗し命を落とす。なおアニメ『ドラゴンボール』102話の回想シーンでは過去において亀仙人や鶴仙人、武泰斗を一蹴するシーンが描かれている。
その後、電子ジャーは武泰斗の弟子である亀仙人によって海底の奥深くに沈められ、その存在は過去のものとなっていたが、約300年後のエイジ753、その存在を知ったピラフ一味が封印を解いたことで、この世に甦った。
悪そのものではあるが、自分が生み出した魔族への愛情はあり、封印を解いてくれたピラフ一味に対しても用済みになったとはいえ、命までは奪わず、追放だけに留めている。
アニメ版ではマイに持ってこさせたメロンソーダを飲んでゲップをする姿や、椅子に座り目を開けたまま眠ったり、イビキをかく姿も見せた。また、側近のピアノが「こんなものがピッコロ様のお口に合うと思うのか」と料理人たちを叱りつけて、ピッコロ大魔王が仮眠から目覚める前にイモリのムニエル、ハラワタのフライ、生きた血のムース、恐竜の舌と脳味噌のプディングを100皿ずつ1時間以内に全て揃えておくよう命令するシーンもある。

### ストーリーへの絡み（ピッコロ大魔王）
自分を再び魔封波で封印する者の登場を恐れ、自分が生み出したタンバリンなどを使い、天下一武道会の出場者名簿から格闘家の住所や素性を探り出し、クリリンをはじめ数人の武道家を殺害。同時に老いた自分を若返らせて絶対的なパワーを取り戻すべくドラゴンボール収集を開始する。その過程でタンバリンを倒した悟空を痛めつける。ドラゴンボールを集め、神龍を呼び出して若返りを果たし、若い頃の強さを取り戻すと自分以外の者がドラゴンボールに「ピッコロ大魔王を消滅させる」という願いを叶えさせるのを防ぐため神龍を殺害した。
その後、国王のいるキングキャッスルを陥落させ、テレビカメラの前で世界の国王を名乗り、王座についた5月9日を「ピッコロ記念日」と制定。警察などの廃止、悪人たちの解放などを宣言する。そして毎年5月9日に年1回のくじ引きで43地区を1つずつ破壊することを決定し、全世界を再び恐怖の闇に陥れた。
くじ引きの結果、最初のターゲットがブルマの両親が住む西の都に決まり、赴こうとしたところで魔封波を習得した天津飯に戦いを挑まれるが、代わりに手下のドラムを産み出して天津飯と戦わせる。戦いはドラム優勢で展開していたが、その最中に超神水で潜在能力を限界まで引き出した悟空が現れ、ドラムを蹴りの一撃で倒したことでピッコロ大魔王は悟空と再び戦うことになる。
最初は超神水でパワーアップした悟空を侮ったこともあり苦戦を強いられるが、使うと寿命が縮むというフルパワー状態に変身して反撃し、互角の戦いを展開。悟空の右足に光線でダメージを与え、天津飯を人質にとって悟空の動きを封じた後に、弾丸のように放った石で悟空の左腕と左足にもダメージを与える。勝利を確信し、後で始末するため天津飯を一時開放した後、先に悟空にとどめを刺すべく上空高く舞い上がり急降下しての攻撃を仕掛けるが、悟空の右腕を残したことが仇となり、悟空の全力を込めた一撃に腹部を貫かれて敗れる。
悟空を「見事というしかない」と称賛しながらも最後の力を振り絞って卵を吐き出し、「わが子よ、いつの日にか父の恨みを晴らしてくれ。悪の根を絶やしてはならん」と言い残して爆死した。この卵が孵化して産まれたのが、後述するピッコロ（マジュニア）である。

### ピッコロ大魔王の技
原作で名前が付いている技は爆裂魔光砲と爆力魔波のみ。
爆裂魔光砲（ばくれつまこうほう）
ピッコロ大魔王がピッコロ記念日に世界の地区を1つずつ消し去る時に使うつもりだった技。腕を振って巨大な爆発を巻き起こし、街1つを瞬時に消し飛ばす。原作では右手で気を溜め放つ時は左手から撃っていたが、アニメでは「右手で溜めた気を左手に移動させて放つ」演出にて描写説明となっていた。
爆力魔波（ばくりきまは）
全身に気を溜め、手から強力なエネルギー波を放つ。大都市キングキャッスルを跡形もなく消し飛ばした。全身から気を発するタイプの技と違い、自身も爆風に煽られている。常軌を逸した破壊力を誇るが、エネルギー充填の隙が大きいことと消耗が激しく連続で放つ場合に2度目以降の威力は徐々に低下することが欠点。ゲーム『ドラゴンボール 大魔王復活』と『ドラゴンボール3 悟空伝』では、この技が爆裂魔光砲とされている。
魔光線（まこうせん） / 両手からの気功波 / 魔光砲（まこうほう） / 魔連掌力波（まれんしょうりきは） / 魔迅連弾（まじんれんだん）
両手に気を集め、それぞれ1発分の気弾を打ち出して相手を攻撃する。1発目はフェイクとして使い、本命の2発目を当てる時間差攻撃も可能。
衝撃波（しょうげきは）
力をためずに瞬時に手から気合いを放ち、離れた敵にダメージを与える。餃子を殺した技。
口から気功波（くちからきこうは）
体内のエネルギーを口から発射して相手を攻撃する。神龍を殺した技。
光線眼（こうせんがん） / 目から熱光線（めからねつこうせん） / 目から怪光線（めからかいこうせん） / 魔線双眼載（ませんそうがんさい） / 双魔閃（そうません）
両目から怪光線を発して視線の先の標的を攻撃する。技の性質上命中率は高く、時間差なしで放つことも可能なため悟空の片足を負傷させて戦力を削ぐことに成功した。
指先からの気功波（ゆびさきからのきこうは） / 魔光砲（まこうほう） / ダブル魔光線（ダブルまこうせん） / 魔連閃光（まれんせんこう）
パワーを集中させ、両人差し指から光線を放つ技。
魔天砕身砲（まてんさいしんほう）
上空から急降下しての突撃。両足と左手を封じた悟空に対してとどめの一撃として放つが、右手を残していたため逆転される。
テレパシー
相手の脳に直接話しかける能力。タンバリンに命令を下す際に使用している。これ自体はナメック星人の能力でもある。
これらの技は元々同一だった神やピッコロ（マジュニア）も使用している。この他に飛行能力を持っており、ピッコロを代表とする飛行できる異星人たちは舞空術と同じ原理を使って空を移動している。

### ピッコロ大魔王の部下
龍族のナメック星人の特徴である「卵を産む能力」が悪の力で変化し、大魔王は「魔族」と呼ばれる部下を産む力を得た。魔族の見た目は様々で、大魔王のイメージ通りに好きなタイプが作れる。作中、電子ジャーの封印が解かれた後、大魔王により産み落とされた部下の魔族として「ピアノ」「タンバリン」「シンバル」「ドラム」の4人が登場した。彼らについてはドラゴンボールの登場人物#魔族を参照。部下はほとんどが戦士だが、ピアノだけは戦闘の役割を担わず、側近として常に傍らで控えている。
ナメック星人について書かれた『DRAGON BALL大全集4』「種族の章」見出しのイラストではこれら4人の姿も掲載されており、「ナメック星人の構成」のコーナーに記された構成図にはピッコロの部下として記載されている。アニメではタンバリンについて冒頭のナレーションが「自分自身（初代ピッコロ大魔王）の分身」と紹介したこともあった。
魔族は卵から孵った時点で成人体となっており言葉も喋れる。また、大魔王とはテレパシーで意思疎通が可能であり、大魔王がシンバルの死と倒された原因を探るようタンバリンにテレパシーで命じたこともあった。
電子ジャーから復活した直後の老いた段階では卵を産む際の負担が大きく、魔力と体力の消費で老化がさらに進むため注意が必要だった。その当初は「ポコペンポコペンダーレガツツイタ、ポコペンポコペンダーレガツツイタ…」という呪文を唱えながら産み落とし、産み落とした後や魔族が死んだ際にはひどく苦しむ描写が見られたが、若返った後はその様子を見せておらず、呪文も唱えることなく産むことができている。
アニメ『ドラゴンボール』第102話の回想シーンにおいてはタンバリンやシンバルに似た魔族が何体も登場しており、軍隊、武泰斗や亀仙人や鶴仙人を含めた武泰斗の弟子たちに襲いかかっている。
ゲーム『ドラゴンボール 大魔王復活』では「ウクレレ」「バンジョー」「オルガン」といったゲームオリジナルの部下が登場。後にウクレレはゲーム『ドラゴンボール アドバンスアドベンチャー』にも登場している。また、ゲーム『ドラゴンボール3 悟空伝』では「コンガ」をはじめ、多数のゲームオリジナルの魔族が登場している。

### ゲームでのピッコロ大魔王
ゲームでの初登場作品となる『ドラゴンボール 大魔王復活』では物語の根幹であり、最終ボスとして登場。本作ではドラゴンボールの力ではなく人間の魂のエキスを集めて若返りに成功した。ダークキャッスルを根城としている。
『ドラゴンボール3 悟空伝』では魔族の他にウサギ団やレッドリボン軍を従え、暗黒魔城を根城としている。亀仙人が「己を倒すかもしれない武道家が現れるのを恐れて天下一武道会そのものを消滅させた」と説明するシーンがある。リメイク版では目的が原作通りに修正され、部下は魔族のみとなっている。
『ファミコンジャンプ 英雄列伝』ではジャンプ世界を征服した悪の親玉に抜擢されている。
『ドラゴンボールZ Sparking! NEO』ではWii版にのみ隠しキャラクターとして登場した他、『ドラゴンボールZ Sparking! METEOR』ではプレイヤーキャラクターの一人として参戦。部下のドラムを生み出して攻撃させることができる。息子（マジュニア）と闘わせると、同化するように迫る。
『DRAGONBALL EVOLUTION』では「ピッコロ大魔王」と、隠しキャラとして「ネオピッコロ」が登場する（ネオピッコロは『DRAGONBALL EVOLUTION』実写劇場版および小説版では登場せず、同作のゲーム版のみに登場）。
『ドラゴンボールZ 超究極武闘伝』ではアシストキャラクターとして登場。声優は青野が死去したため、島田敏が務めた。
『ドラゴンボールヒーローズ』ではギャラクシーミッション8弾から登場。ゴッドミッション4弾では老いたピッコロ大魔王が登場。担当声優はライブラリ出演で青野武が担当していたが、ゴッドミッション4弾からは老いたピッコロ大魔王や分離したもうひとりの自分（神様）が登場したことで島田敏が務めることとなった。

### 補足（ピッコロ大魔王）
ピッコロ大魔王は亀仙人いわく「名前だけはかわいい」が、それまでと比較にならない圧倒的な悪の威厳と強さを持った正統派の悪役として描かれた。原作者の鳥山明によると、ピッコロという名前は「悪いヤツだから悪い名前をつけるのは芸がないかな」「怖いヤツなのに、かわいい名前というバカバカしさ。」という理由で決めたという。
邪悪さを全身から醸し出す本格的な悪役は『ドラゴンボール』および鳥山明の漫画作品では初となる。鳥山明は、それまで作中に登場したピラフ一味やレッドリボン軍、桃白白などのどこか憎めない所がある悪党とは違う「恐ろしく強大な敵」を作れたこと、この頃が一番楽しく描いていたことを語っており、好きなバトルをインタビューされた際は1位に悟空対ピッコロ大魔王を挙げている。また、鳥山は「怪獣映画の影響か、ピッコロが街を壊すシーンは気に入っている」「クライマックスが近づくにつれ、次の敵はピッコロを上回らなければならないんだと、プレッシャーもあった」とも語っている。
このピッコロ大魔王編ではクリリンと亀仙人、さらには大魔王の願いを阻止すべく飛び出して殺された餃子と初めてレギュラーキャラクターの死が描かれている。特にクリリンの死に対しては素直な悟空が亀仙人の命令に背き、心の底から激しい憤怒と憎悪を爆発させた。
どちらのピッコロも原作では指の数が4本だが、アニメでは5本となっている。また腕の蛇腹模様の色も原作ではベージュ、アニメではピンクと、それぞれ異なる。ピッコロ大魔王は原作では1度だけ指が5本になっており、その際コマの枠外に「ユビが1本ふえちゃった」と書かれている。配色については「緑色の人間だと違和感があっていいな」という理由で決められた。鳥山によると、カラーは『週刊少年ジャンプ』の表紙で初めて描いたが、キャラクターデザインを考えていた頃からイメージ的に緑色だと決めていたという。
ピッコロ大魔王の座っていた椅子は手すりと背もたれにドクロの飾りを付けている以外は後に登場するナメック星の最長老の椅子と同デザインであり、鳥山は「ピッコロ大魔王の頭の中にナメック星にいた頃の記憶が少し残っていたためではないか」と語っている。また、ピッコロ大魔王がナメック星人であることは神が初登場した時に考えられ、ピッコロ大魔王の椅子を基にしてナメック星の宇宙船や建物のデザインが決められた。
「ピッコロ大魔王のモデルは、鳥山明の初代担当編集者の鳥嶋和彦である」という説があったが、鳥山自身は「あまり意識した覚えはない。根本にはあるかもしれないけど、無意識に反映させていたのかもしれない」と語っている。また、鳥嶋のアドバイスによりローマ皇帝ネロからヒントを得ている。『ドラゴンボール』の戦いのスケールを大きくするために鳥嶋と鳥山により「悪」をどう描くか考えられ、鳥嶋が歴史上の様々な人物をリストアップしたところ、鳥山がネロの「人が苦しんでいる姿が見たい。それが最高の幸せだ」という言葉に反応して「悪というものが何かわかった」と言い、ピッコロ大魔王が生まれたという。鳥嶋は、少年漫画のバトルに必要な強敵がもたらす絶望的な恐怖感を、主人公を通して読者に感じさせたピッコロ大魔王と悟空の戦いをベストバウトに挙げている。
後年ピッコロ大魔王を演じた青野は「この緑色のキャラクターを見てどう演じてやろうかと表現意欲が湧いて、やる気満々になった」と語っている。また、マジュニアの卵を産むシーンは回想シーンも含めて4回ほど演じ、「快感になっちゃって演じる時が楽しみになったりしたけど、演技そのものは大変で気持ち悪いとかも言われた」と語っている。作中でも初登場の際はピラフ一味に「メシがまずくなる」と目を背けられ、共演した野沢雅子や鶴ひろみは「もう産まないでー」という感じだったと語っている。またこのシーンで力を入れすぎて体調を崩したという逸話もある。
20世紀フォックスの実写映画『DRAGONBALL EVOLUTION』ではドラゴンボールを狙う悪の親玉として登場。2000年前に地球を破滅寸前まで追いやったが、7人の戦士たちの「魔封波（マフーバ）」によって幽閉されていた。現代にて復活し、次の日食が起こる日までにドラゴンボールを集め、人間への復讐と世界征服を企む。武術の達人である女戦士マイを部下として従えている。また、孫悟空の出生の秘密を知っている。演じたのはジェームズ・マースターズ。吹き替えは大塚芳忠。
『ドラゴンボールSD』では、ピッコロ大魔王編のエピソードは削られ、少年悟空の戦いは天津飯戦が最後となっている。天下一武道会にて天津飯と死闘を演じる中、上空から落下した悟空はたまたまピッコロ大魔王のいる飛行船に突っ込む。その時にピッコロ大魔王は腹を貫かれて、若返ることなく退場となった。息子であるマジュニアはこの時に生み出され、成長した後ラディッツ襲来時に初めて悟空と対面した。その際、「ピッコロ大魔王は貴様に交通事故的に殺された」と述べている。

## ピッコロ（マジュニア）
原作其之百六十一「孫悟空 勝つ!!」、アニメ『ドラゴンボール』第123話「如意棒の秘密」でそれぞれ初登場。サイヤ人編以降の主要戦闘キャラクターの1人である。
アニメでの声優は古川登志夫。『DAIMA』のミニ形態は山口智広が担当。

### キャラクター概要（マジュニア）
エイジ753生まれで誕生日は5月9日。身長226cm、体重116kg（成人時）。趣味は静かな場所での瞑想、好きな食べ物は水（特に北エリアの雪解け水）、好きな乗り物はなし。一人称は「オレ」もしくは「オレさま」。アニメ『ドラゴンボール』では幼少期に一度だけ「わたし」を使用している。
悟空と戦って敗れたピッコロ大魔王の息子にして分身で、生まれ変わりでもある。加えて、鳥山もマジュニアのことを「生まれ変わったピッコロ」と発言している他、『ドラゴンボール超全集』には「地球の神と昔は一心同体だった」と記され、『ドラゴンボール大全集』や『ドラゴンボール超全集』などでも初代ピッコロ大魔王との関係について「かつての自分」と解説されている。
悟空を倒すため、天下一武道会に乗り込み、正体を隠すための偽名として「マジュニア」と名乗った。第25回天下一武道会でもパニックを避けるため、このもう一つの名を使用していたが、「マジュニア＝ピッコロ」という事実は第23回天下一武道会の決勝戦を見ていた観客全員が知っていた。アニメでは、この事実がテレビの臨時ニュースとして大きく報じられている。
書籍でも「ピッコロ」と表記されている本と「マジュニア」と表記されている本がある。小山高生が脚本、前田実が挿絵を担当したオリジナルイラストストーリー『ピッコロ大魔王の名に賭けて』では、第23回天下一武道会の受付で名前を聞かれた際に一瞬答えに詰まり、とっさに思いついた名前とされた。本人は「魔族の息子（ジュニア）だから、魔ジュニア＝マジュニアだ。思いつきのわりには、なかなか傑作な名前だろ」と語っている。
生まれたときから大魔王の記憶や技などを全部覚えており、卵から孵って3年という短期間で青年の姿へと急成長を遂げた。アニメでは魔族の子であるため、わずか1年で成人に近い身体になったとされている。
フリーザ編終盤でネイルと同化。さらに人造人間編にて神と融合し「超（スーパー）ナメック星人」と形容されるほどの超戦士に進化を果たす。

### 性格・人物
作中ではほぼ一貫して自分にも他人にも厳しいクールなキャラクターだが、ゴテンクスとの絡みなどではギャグには振り回されることも多い。また、愛弟子の悟飯や同じナメック星人で地球の神の座を引き継いだデンデとは親交が深く慕われており、ピッコロも彼らには師匠として厳しく指導しつつも、優しく接している。
性別が存在しないナメック星人であるため、恋愛については理解できない。聴覚の構造が根本的に地球人やサイヤ人などと異なっており悟空が驚くほど優れている。アニメでは口笛の音を苦手とする描写があったが、原作では口笛が苦手な描写は登場しておらずその設定も明言されていない。
人種としてはナメック星人であるが、その出自は魔族。しかし作中にて悟空たちとの共闘や悟飯との触れ合いを通じて邪心が消えていった。本来魔族に殺害された者の魂はあの世へ行かず苦しみさまようのに対して、殺害したラディッツの魂はあの世へ行けていたことから、神もかつての邪悪さがほとんど無くなっていると推察していた。ただ、新天地へと移動した他のナメック星人と共に暮らすことは望んでおらず、悟飯にそれについて尋ねられた時には「刺激のない退屈な生活はゴメンだからだ」と返している。
天下一武道会に初めて出場したときには、まだ大魔王としての意志を強く持っており、悟空殺害後の世界征服を目標に定め、武道会の観客全員ごと悟空を消し去ろうとするなど危険な攻撃もためらうことなく行った。策略を立てて有利に事を運ぶことも得意で、悟空との初対決では10カウント寸前まで気絶したふりをして不意打ちを仕掛けたり、仲間になった後は人造人間20号の攻撃でやられたように見せかけ隙をついて悟空を助けるつもりだったなど、勝つための演技を多数行う。人造人間17号と18号との戦闘に敗れた後、クリリンに「世界を征服するために貴様らを利用している」と言いつつ神と融合するために神殿に行くなど、神との融合後は世界征服を口にすることもなくなった。融合の直前に神から「悪の意志は大分薄れている」と評されている。戦士としては非情さを持っており、地球でのナッパたちとの戦いで悟飯に襲いかかった栽培マンを瞬時に殺害したり、怒りに任せてバビディを切り裂くなど情けをかける必要がないと判断した相手には全く容赦しない。優秀な頭脳を活かし、冷静な判断で指揮する司令塔の役割を担った。人造人間編では悟空が心臓病の発作で不在中だったこともあり、一時はピッコロが戦士たちをまとめていた。アニメではセルジュニアから悟空を守るために、ヤムチャと天津飯を指揮している。頭脳の良さは敵も認めるほどで、魔人ブウには取り込み対象として狙われた。
フリーザ編終盤でネイル、人造人間編中盤では神と同化し大幅なパワーアップを果たす。どちらもベースとなったのはピッコロであり、同化前のネイルも神も「（同化後の）人格はピッコロのもの」と語っているが、両者の持っていた知識や記憶もそのまま受け継いだため、それまでのピッコロには見られなかった言動が表出し、人格も徐々に穏やかなものへと変わっていった。ミスター・ポポは同化後のピッコロに対しても、同化前の神とほぼ変わらない態度で接しているほか、『超』ではカリンも同様の態度であった。
ネイルとの同化後はナメック星の最長老に敬称を付けて呼ぶようになり、神との同化後はそれまで呼び捨てにしていた界王に対しても敬称を付加し、大界王や界王神に対して「さま」を付けて敬語を用いて会話するなど立場が上の者に対する敬意や礼儀をわきまえた描写が多い。またブウとゴテンクスの闘いの巻き添えで天界の宮殿が壊されたことに衝撃を受けている。『ドラゴンボール オッス!帰ってきた孫悟空と仲間たち!!』ではブルマやプーアル、ウーロンと共に突っ込み役に徹しコミカルな姿を見せた。
鳥山明は登場人物の中で"一番シャイなキャラクター"、「無口でストイック」であるとして、自身が"一番好きなキャラクター"としてピッコロを挙げている。

### 特質・能力
後にナメック星人であることが明かされた際、分離前の神はナメック星人の内で「龍族」と呼ばれる種族分類の子として生まれ、ピッコロ（マジュニア）は戦士タイプとして生まれたことも判明、ナメック星の最長老によれば「ドラゴンボールを生み出せる力を持った天才児」であった様子。ナッパに聞かれた際も「オレは闘いの方が専門なんだ」と答えており、デンデからも「あなたは戦闘タイプですから」と言われている。それに加えて幼少期より修行を積んできたため、マジュニアの実力は初代ピッコロ大魔王と神を遥かに上回った。さらに、初代が最も恐れていた技「魔封波」も「魔封波がえし」ではね返すことができる。
ナメック星人特有の高い再生能力を持っており、劇中では悟空やラディッツ、セルとの戦いの際、負傷した腕を千切って再生したが、かなりの体力を消耗する。傷を癒せるわけでもなく、悟空戦で左腕を損傷した時にはいったん腕をもぎ取った上で生え替わらせる必要があった。この処置はセルに生命エネルギーを吸収された片腕が萎れた際にも行っている。魔人ブウ編ではダーブラによって石化された際にうっかりトランクスが石化したピッコロを地面に倒して粉々に壊したことがあるが、石化が解けた際には何事もなかったかのように復活している。その際ピッコロは「頭さえ無事なら再生できる」と語っている。
他のナメック星人と同様に食事を摂る必要はなく、水を飲むだけで生活できる。『ドラゴンボール超 スーパーヒーロー』においても「俺は水しか飲まん」と明言している場面がある。アニメでは瓢箪のような物に入れて携帯していたり、劇場版では滝の水を飲む場面があった。その他アニメでは幼少期に海で魚を獲り、それをかじる場面が存在する。また聴覚が発達しており、遠く離れた人間の会話をも聞き取ることができる。さらにテレパシー、読心、他人同士のテレパシーの会話の傍受も可能。暑さ・寒さにも強く、寒冷地において道着1枚でも寒がることなく普通に行動しており、北の都上空にてクリリンや天津飯が寒がる様子を見て、「地球人は不便」と発言していた。
腕の組織を変化させて伸ばしたり、容積を変えて体を巨大化させることができる。これは魔族の力を有しているため。戦士タイプでありながら、龍族特有の能力である「物を作り出す能力」（衣類や靴、剣などの道具）も備えている。ただし、他人の傷を癒したりドラゴンボールを作ることはできない。
修行中、戦闘中に手も触れず岩を動かしている描写が多々見られ、集めて固めた岩をガンマ2号にぶつける念動力も使用していた。瞑想中も同様に岩を浮かせている。
相手の強さ・気を探る場面で他のキャラクターより深い分析を行う場面が多々見受けられ、悟空がフリーザの戦いで劣勢になり始めた際も「隠しておいた実力に差がありすぎた」と察する、魔人ブウが復活した後も「多人数でかかってもおそらく（勝つのは）ムリだった」との発言や、悟空の超サイヤ人3ならば魔人ブウ（無邪気）に勝てたのではないかと推測するなどの場面がある。他にも老界王神によって潜在能力解放された悟飯が、気の質まで変化していることや甘さが消えていることまでを洞察していた。悟空と魔人ブウ（純粋）の決着直後、地球にいながらにして界王神界でのブウの気の消滅を感じ取って確認している。

### 他のキャラクターとの関係

#### 地球の神との関係
ピッコロ大魔王は元々神が排除した僅かな悪の心であり、同じ命なのでどちらかが死ねば同時にもう一方も死んでしまう関係にある。そのため本来なら同一人物であった神はピッコロ大魔王が爆死した時に同時に死亡するはずだったが、ピッコロ大魔王がピッコロ（マジュニア）を産んだことにより無事であった。
神はずっと自らがピッコロ大魔王を生み出し人々を苦しめた責任を感じていたため、第23回天下一武道会では自らの死と引き換えにしてピッコロを消滅させようとした。しかし、それから5年後のサイヤ人編でピッコロが悟飯に修行をつけるべくさらった際にはピッコロについて「以前とは違う。悪には違いないが、昔のような狡賢い粗暴さが失せているように感じる」と語り、ピッコロがナッパの攻撃から悟飯を守って死んだのが原因で自らが消滅する際にも「ピッコロが自分を超えたのは嬉しい」と発言していた。その約1か月半後にナメック星のドラゴンボールでピッコロは自身と神を蘇生、それに伴い地球のドラゴンボールも復活させた際に、これを提案したピッコロを賞賛している。
ピッコロ大魔王は自分を分離した神を憎んでおり、ナメック星でネイルに「元通りの1人のナメック星人になって戻って来さえすれば」と指摘された時もピッコロは「あんなヤツと2度と同化する気はない」と発言し、人造人間編でもクリリンが「あいつは神様のことが大嫌い」と述べている。ナメック星の最長老は「元々龍族の天才児だった神がピッコロ大魔王と2人に分離しなければサイヤ人にも勝てただろう」と評している。
サイヤ人やフリーザ一味との死闘を経ても変わらず神を嫌うピッコロとは逆に神は徐々にピッコロを信頼するようになっていった。アニメでは神がナメック星から帰還したピッコロに後継者となるよう薦めたが断られている。ただし、この時だけはピッコロも復活したガーリックJr.を封印するために命を懸けた神を褒めていた。
さらに3年後の人造人間17号、人造人間18号の戦いに敗北した後、ついにピッコロは神と融合する決心をして神殿を訪れるも神は16号・17号・18号の3人が本当に地球に害を及ぼす者たちなのか疑問を抱いており「最終的な決断を下すには決定的な理由がほしい」と語った。この時にピッコロは神に対して「臆病者め。それなら取り返しのつかないことになって後悔するまで待ってやろう」と悪態をついている。その後ピッコロと神はセルの出現に伴い融合したが、融合後もピッコロは「一度合体してしまうと、二度とふたりには戻れんのだ。そうでなければ神との合体をあれほどためらいはしなかった」と語っている。
ピッコロと神の融合後、新たな地球の神となったデンデについては自らが神と同化した経緯などから神の知識を授ける役目を担当している。デンデいわくピッコロは「ネイルさんにそっくり」。デンデもピッコロを頼りにしている様子を見せ、アニメではフリーザ戦の段階でピッコロがネイルと同化したことを感じ取り応援している。ピッコロも鮮やかに地球のドラゴンボールを復活させたデンデを見て地球の神としての資質を高く評価している。

#### 悟飯との絆
当初は世界征服の野望を持っており悟空たちと敵対していたが、ラディッツの地球襲来の際に初めて手を組んで共闘する。その戦いで悟空もろともラディッツを魔貫光殺砲で殺害し、その戦いの直後に悟飯を連れ去り修行をつける。その時のピッコロは自身の余命に気付いていたようで「たとえ宿敵の息子でも何かを残したい気持ちがあったのだろう」と神は述べている。
サイヤ人編では悟飯に対しても非情な態度が目立っていたが、恐怖から身体が動かずナッパを追撃できなかった悟飯を酷評しながらも内心では彼の再起を期待する発言をしたり、ナッパの攻撃を身を挺してかばって命を落とした際、「貴様ら父子の甘さがうつった」などと悪態を吐きながらも「オレとまともに話してくれたのはお前だけだった」「貴様といた数か月、悪くなかったぜ」と涙ながらに礼を言った。
修行による共同生活を経て、悟飯からは「ピッコロさんは思ってたよりとってもいい人」と慕われるようになった。悟飯はチチの反対を押し切ってナメック星行きを決意した際「ボクはピッコロさんを生き返らせたい。またサイヤ人と戦わなきゃいけないんだ」と発言したり、ナメック星へ向かう宇宙船の中で自ら作成したピッコロと同じ服を着て嬉しそうな姿を見たクリリンがピッコロとの師弟関係に理解を示した際に「父親の悟空と同じぐらい尊敬している」と語っている。
アニメ『Z』ではガーリックJr.からピッコロを守ろうと仁王立ちになるなどしている。
悟飯の父親である悟空も、悟飯を超サイヤ人に覚醒させるために父親である自分と共にピッコロが殺されるところを想像してみろと言ったり、悟飯がブウとの戦いで死んだと思われていた時にピッコロが伝言を頼んだ際「あいつ（悟飯）死んじまって1番残念なのは、おめえと会えねえことだと思うぜ」と答えている。
『ドラゴンボール オッス!帰ってきた孫悟空と仲間たち!!』でも悟飯との信頼関係は変わらないが師匠としての威厳は薄れてはおらず、悟飯の指導の仕方を「まだまだ甘い!」と評するなど厳しい姿勢は変わっていない。
『ドラゴンボール超』ではフリーザ復活編で復活したフリーザから悟飯を守り死亡。ナメック星のドラゴンボールで甦った後、悟飯の再修業を請け負い、第6宇宙選抜チームとの試合がある頃には悟空もその成果を認めるほどに悟飯をパワーアップさせることに成功している。「力の大会」に備えて共に再修行を行った際には己の強さへの過信ゆえにブウに吸収されたことを引き合いに出し、驕りを捨てて自分を鍛えるようにと厳しく促した。
『ドラゴンボール超 スーパーヒーロー』では、再び学者業に戻り修行はおろかパンの送迎を自身に任せっきりにしていることに憤慨し、新生レッドリボン軍の壊滅と彼を鍛え直すためにパンと協力して暗躍。セルマックスを倒した後には平和な時期にも油断をせずトレーニングに励むよう改めて指摘した。また、この映画のインタビューでは、原作者の鳥山は「悟飯は師匠のピッコロを父親の悟空以上に慕っている」、悟空・悟飯・悟天の声優を担当している野沢は「悟飯くんはお父さんよりもピッコロさんなんです」というコメントを残している。

#### 純粋のサイヤ人との関係
悟空とは対峙していたが、第23回天下一武道会決勝戦での敗戦時に命を助けられてからは反目しながらもライバルとして落ち着き、ラディッツとの戦いでの共闘を通じて共同戦線を組むこととなる。悟飯の師となる際ピッコロは悟空について「確かに強いが、人に対する厳しさが全くないため師匠にはまるで向いていない」と評した。ナメック星でのフリーザとの戦いでは悟空をアシストし、フリーザに不意打ちの蹴りを放って悟空が元気玉を完成させる時間を稼いだ。
悟空に対する呼称はあまり一定していなかったが、神様と融合して以降は「悟空」と定まっている。アニメではその後も何度か「孫（そん）」と呼んだ。
ベジータとは彼とナッパの地球来襲による戦い以降、共に悟空のライバルにあたる間柄となる。ベジータが魔人ブウとの戦いで初めて命を賭けて他者を守る戦いを行った際も、その覚悟をいち早く察し、彼からトランクスの身柄を託された。

#### 他の仲間たちとの関係
ネイル
デンデがポルンガを呼び出すための言葉を悟飯たちに伝える時間稼ぎとしてフリーザに挑み敗れるが、瀕死の状態の時にドラゴンボールで復活し、ナメック星に到着したピッコロと遭遇する。ピッコロの戦闘力を「どう鍛錬したのか知らんが信じられんほどのパワーを身につけている」、「元通り1人になりさえすればフリーザにも勝てただろう」と評価し、ナメック星で唯一の戦闘タイプである自身との同化を提案するも、ピッコロからは一時、自身との同化を断り「オレはオレでいたい。人格まで貴様と一緒になるのは御免だ」と伝えられるが、「人格はお前のままだ。私は唯の切っ掛けに過ぎない」と教え、承諾した彼と同化。
アニメ『Z』では、自身との同化を断り「オレはオレでいたい」と言ったピッコロを「気位の高いヤツだ」と評し、さらに同化後はフリーザに対して「オレたち」と言ったり、ネイルの声色で会話するシーンもあり「人格を共有している」かのような描写になっている。また、同化後のフリーザとの戦闘を目の当たりにしたデンデが戦闘スタイルからそのことを分かっていたらしく、バトルフォームにも若干の変化があった模様。
ピッコロいわく「オレとそっくり」の台詞の通り、顔立ちはピッコロに瓜二つである。
クリリン
作中では「貴様では何の役にも立たない」など見下した発言もあったが、第23回天下一武道会で対戦した際には勝利こそ収めたものの、ピッコロの想定外の善戦をされたことで実力をある程度は評価し、世界征服が容易ではないことを痛感している。
サイヤ人編から彼の名前を呼ぶようになり、クリリンはサイヤ人編において「今だけでもピッコロが仲間であることは頼もしい」と発言、共通の敵に立ち向かうための心強い味方として受け入れている。その後も共に戦う中でお互いに信頼できるようになっていく。
人造人間編ではピッコロを仲間と呼び、それがピッコロを怒らせることになるものの、世界征服を口にして飛び去ったピッコロの悪態を鵜呑みにすることなく、神と合体するために神殿へ向かったことを見抜き心境を理解した。「元々とんでもない強さだったピッコロが、神様と同化して超ナメック星人になった」と高く評価している。
ナメック星へ向かう宇宙船の中で自作のピッコロと同じ服を着る悟飯のピッコロへの敬意に触れたり、アニメ『Z』のフリーザ戦ではピッコロについて悟飯に「お前の先生だもんな」と発言するなど、悟飯との師弟関係に関して早い段階で理解を見せている。
アニメ『Z』のオリジナルストーリーでも憎まれ口を叩きながらも信頼している所があり、共闘する場面も多い。
天津飯、ヤムチャ、餃子
サイヤ人の地球来襲時の戦いで死亡後、彼らと共に蛇の道を経て界王星での修行を行った。
天津飯はサイヤ人の地球来襲時の戦いで、悟飯に襲いかかった栽培マンをピッコロが撃破した際に「いずれまた敵になるかと思うとゾッとする」と実力を評している。また、ピッコロと神の同化後からセルゲーム前にかけては行動を共にしている場面も描かれた。神と同化する前はピッコロとベジータのパワーアップぶりを気に入らないといった発言もしていたが、神との融合後の会話ではピッコロに敬語を用いて話す場面もある。アニメでは第23回天下一武道会時から天津飯の名前を呼んでおり、悟空との対戦時にその技に驚く描写もあった。
ヤムチャは人造人間編で心臓病に倒れた悟空を家に送り届ける際に、ピッコロが予防のために薬を飲むように注意していた。ヤムチャも打ち解けており、男女の恋愛を理解できないピッコロにジョークをいう場面もあった。
餃子はナッパとの戦いで自爆したことをピッコロは「あのチビにしては上出来だ」と称賛した。
アニメ版では界王星での修行を行った彼らと対戦してその成長に驚かされたり、界王星から自分を先に生き返らせるよう提案したピッコロに当初は抗議するものの即座に一喝され、ピッコロ自身が生き返れば神も生き返り地球のドラゴンボールも復活する考えを明かすと餃子はそれを褒め、ヤムチャと天津飯もそれに感心した様子を見せた。セルジュニアとの戦いでは天津飯とヤムチャに悟空を援護するよう指示した。
ブルマ
ラディッツが現れた時点ではまだピッコロに対し怯えた様子を見せていたが、ラディッツ戦後はクリリンや亀仙人と共に平然と同じ場におり恐怖はなくなった。人造人間編ではピッコロに未来から来た少年の正体が自身の子供の成長した姿であることを告げられたほか、彼女がベジータらに戦闘服を渡すため神の神殿を訪れた際にはピッコロの分の戦闘服も持ってきており、トランクスがセルに挑んだ際にはブルマの頼みで戦闘の状況を解説した。
アニメでは魔人ブウ編でピッコロがトランクスと悟天にフュージョンの指導を行った際、チチと共にあまりにも厳しい特訓を課すピッコロへ詰め寄っている。
『スーパーヒーロー』では電話でやり取りしているほか、対面時にも互いに言いたいことを言える関係性となっており、ブルマの勝ち気な部分に推され気味でもあったが、彼女には「ピッコロが言うなら仕方ない」と言われている場面もあり、ある程度敬意を払われている様子も見られる。
チチ
第23回天下一武道会での悟空との対戦後に彼と結婚したことで、それが後の悟飯の存在に繋がりピッコロの生涯に大きな転機をもたらすことになった。チチはサイヤ人やフリーザ一味との戦いに関与していなかったため、ピッコロが昔の大魔王時代と違うことや悟飯を庇って命を落としたことなどを途中まで知らなかったことから毛嫌いしていたが、自分の家に3年間居候してからは「ピッコロさ」と呼び接し方も変わり、人造人間との戦いに向かうピッコロを悟空や悟飯と共に「気をつけてけれ」と気遣うようになった。アニメ版『Z』『超』ではブルマと同じく、怒るとピッコロをたじろがせてしまう場面も存在する。悟空や悟飯を通じてピッコロとは家族のような間柄になりつつある。
トランクス（未来）
別の時間軸における悟飯の弟子であるため、ピッコロにとっては孫弟子にあたる。フリーザの地球襲来時には彼が悟空に話した内容をピッコロが彼のことを上手く隠しつつ仲間に話し、人造人間編では自身と人造人間20号の戦闘中に彼が現れた際、ピッコロが彼の名前を口にしたことでベジータが彼の正体に気付くことになったほか、ベジータとトランクスが20号を追って飛び去った後にはピッコロが彼の母親であるブルマに彼の正体を教えている。ピッコロが神と同化しパワーアップした時の気を感じ取った時には、「素晴らしい、ここまでパワーアップできるものなのか」と感嘆した様子を見せている。
未来世界の悟飯を師とするトランクスも魔族系統の技を受け継いでおり、劇場版第11作目やアニメ『超』では魔閃光を用いている。
トランクス（現代）、孫悟天、ゴテンクス
現代トランクスは物心付いた頃から父のベジータが鍛えているため、未来トランクスと違い師弟関係はないが、魔人ブウ編ではブウとの戦いに備えて彼らにフュージョンの指導を行い、ブウ（無邪気）にベジータが痛めつけられた際にはトランクスを、ブウ（悪）が神殿に攻めてきた際にチチが卵にされ殺された時には悟天を、それぞれなだめる役目を負った。悟天は、第25回天下一武道会にてピッコロを見かけた際に悟飯に呼びかけ、ピッコロと悟飯の関係にも理解している様子を見せている。ゴテンクスの奔放さに怒鳴りつけたり呆れる場面も多かったが、彼とブウ（悪）の戦闘をただ一人終始に渡って見届け、ゴテンクスのフュージョンが解けた際には自身も戦線に参加し、「やるだけやって一緒に死のう」と語った。
アニメ版ではゴテンクスがブウ（無邪気）に敗戦し2人が自分たちの軽はずみな行動を反省した後、トランクスの「ベジータの守ろうとした地球を守るため、ベジータを超えなきゃならない」という趣旨の台詞に「お前たち2人の体には、これまで多くの不可能を可能にしてきた戦士の血が流れているんだ」と語り、彼らへの期待を表した。
ミスター・サタン
セルゲームでは無謀にもセルに挑み吹っ飛ばされたサタンを見て「さすがのセルもあんなのを殺すのは嫌だったようだ」と語り、魔人ブウ編でも彼を「ホラ吹き野郎」と称するなど当初は他のキャラクター同様に軽視していた。しかし、その後はブウ（無邪気）に心を開かせ、彼に悪事をやめるよう約束させたことを評価し、ブウ（悪）がサタンを知っていることについてビーデルに質問された際、理由を説明したうえで「お前の父は誇り高い世界チャンピオンだ」と賞賛。その後、一般的な地球人ではただ一人ブウの殺戮から生き残ったサタンが放浪しているところを、「あいつなりに地球を救おうとしたんだ」と助けるなど態度を軟化させた。
アニメでは元気玉生成のために地球人全員に手を上げさせた彼を認める発言をしている。
東の界王神（シン）
初対面時の様子を見て「地球の者じゃない」と悟る。第25回天下一武道会の本選一回戦では対戦相手に決まるも彼の得体の知れないパワーに圧倒され、彼の不敵な微笑みに次元の違う凄まじい実力差を感じ取り、試合開始後すぐに闘わないまま試合を棄権。試合後、悟空の問いかけに「次元が違いすぎる」と語った。その後、彼が界王神であることを知って愕然とした。
パン
『超』では仕事や買い物などで外出する悟飯夫妻に代わって赤ん坊である彼女の子守りを任される描写がある。パンからはかなり懐かれており、第43話ではチチと悟空に離乳食の好みなどを助言していた。『スーパーヒーロー』では、3歳の彼女に武術の修行をつけたり、幼稚園への迎えにも顔を出すなど度々面倒を見ている様子がうかがえる。

### ストーリーへの絡み（マジュニア）
- エイジ753 - 誕生。アニメ『ドラゴンボール』では、第123話から第126話の計4話において幼少期のピッコロが描かれた。
- エイジ756（3歳） - 悟空を倒すため、第23回天下一武道会に出場。この時には青年の姿へと短期間で急成長を遂げていた[注 30]。決勝戦で悟空と対決。悟空の四肢を全て痛め付け[注 31]、行動不能にした状態から最後の攻撃を行うが舞空術で回避され、そのまま急降下からの頭突きで意識を失い、場外負けを喫する[注 32]。試合終了後、悟空に仙豆を与えられて回復。悟空との再戦を宣言して飛び去っていった。
- エイジ761 10月12日（8歳） - ラディッツが地球に襲来。ラディッツに歯が立たず、ラディッツが悟空を探しに飛び去った後それを尾行する。カメハウスでラディッツの正体や目的を知り、打倒ラディッツのため悟空との共闘を決意。左腕[注 33]を失いながらも魔貫光殺砲で悟空もろともラディッツを倒す。通常、魔族に殺された者はあの世に行けずに漂うが、ラディッツの魂があの世へ行った。このことから神はピッコロの変化の始まりを感じる。
- エイジ761（8歳） - 悟空の息子・悟飯の潜在能力を見抜き、1年後に地球に来るという新たなサイヤ人との戦いに備え修行をつける。この過程で徐々にピッコロの心境に変化が生まれる。
- エイジ762 11月3日（9歳） - 悟空蘇生の1日後、ベジータとナッパが地球に襲来。悟空の到着を目前にして、ナッパの攻撃から悟飯を庇って死亡。地獄には堕ちず界王星へ行く。界王への入門時のダジャレテストには性格上、天津飯共々手こずった模様。アニメでは呆れ果てて放った言葉が偶然シャレになって認められた。
- エイジ762 12月24日（9歳） - ナメック星のドラゴンボールで生き返り、ナメック星へ飛ぶ。悟飯たちのもとに駆けつける途中、フリーザと戦って瀕死の状態だった戦士タイプのナメック星人・ネイルと同化。これに伴う大幅なパワーアップによりフリーザ第2形態との戦いで一時圧倒するが、第3形態に変身したフリーザには全く敵わなかった。フリーザの放つ衝撃波に対応できず戦闘不能に追い込まれるもデンデにより回復する。最終形態となったフリーザと悟空の戦いでは悟空が元気玉を完成させるまでの時間稼ぎを行う。元気玉の直撃を受けても生きていたフリーザの攻撃から悟空をかばい意識不明の重傷を負うが、ポルンガの力で地球に転送された後デンデの回復能力で助かる。
- アニメオリジナルのガーリックJr.編ではアクアミストで魔族化したヤムチャたちに噛まれて洗脳されたように見せかけ、クリリンと一芝居を打ってガーリックJr.に捕らえられた神様とポポの救出に成功する。アクアミスト浄化の作業において神様が先代の神たちの霊に攻撃を受けたことにより、ピッコロ自身も死にかけるが、アクアミストの浄化を終えた後は悟飯に魔凶星を攻撃させるべくクリリンと共に悟飯のバリアから抜け出し、ガーリックJr.を足止めした。
- エイジ767 5月12日 - 5月26日（14歳） - 人造人間とセルが出現。神と融合したことでジンジャータウンでの闘いではセル第1形態を圧倒し、17号とは互角の強さを見せる。だがその後、大量の人間を吸収し大幅にパワーアップして再出現したセルの攻撃を受けて瀕死の重傷を負うが、悟空に助けられた。精神と時の部屋で修行した後セルゲームでセルジュニアと対決。アニメではセルジュニアを数体蹴散らすなどの活躍を見せた。また、アニメでは悟飯と自爆から復活後のセルのかめはめ波の撃ち合いの際、真っ先にセルに向かっていき、クリリン、ヤムチャ、天津飯と共に悟飯を援護した。最終的には悟飯がセルを倒し、以後は神殿で新たな神となったデンデ、ポポとともに暮らす。
- エイジ774（21歳） - 第25回天下一武道会に出場し、本選一回戦でシンと対戦するが棄権。シンが界王神であることを知り、魔人ブウの復活を阻止すべくバビディの宇宙船に向かうも、バビディの手下となっていたダーブラに石化される。石化が解けた後、復活した魔人ブウを倒すため孫悟天とトランクスにフュージョンを指導。悪の魔人ブウ戦で魔人ブウに吸収される。悟空とベジータに助けられたものの地球の消滅に伴い死亡し、その後ナメック星のドラゴンボールにより生き返る。原作では元気玉作りからブウの最期を感じ取るまで復活した場所にいたが、アニメでは元気玉作りに賛同しない人々を説得するために悟飯たちと共に行動を起こし、サタンのおかげで元気玉が完成することを確信した後、悟飯たちと共に天界に向かった。
- エイジ776（23歳） - ミスター・サタンのホテル落成記念式典に出席。途中でアボとカドが接近してきたことを悟飯に伝え、自身も応戦した。
- エイジ784（31歳） - 第28回天下一武道会を観戦。悟空がウーブを連れて飛び去る様子を見て、「あんな嬉しそうな悟空は久しぶりに見た」と発言。アニメでは悟空に出場しないのかと尋ねられた際に「今さら悟空と戦っても仕方ない。悟空たちがどれだけ強くなったか見せてもらう」と返している。

#### 劇場版など
劇場版でのピッコロは悟飯が危機に陥った時に登場することが多い。強敵には敗れることもあるが、悟飯やクリリンが苦戦する中堅クラスの敵を倒すことも多く、戦いの支えになっている。登場シーンでは専用のピッコロのテーマが流れる。なお、この曲はもとはアニメ『ドラゴンボール』でのピッコロ大魔王のテーマ曲をアレンジしたものである。
- 劇場版4作目『ドラゴンボールZ』では、サンショを倒し、悟空と共にガーリックJr.と闘う。
- 劇場版5作目『この世で一番強いヤツ』では、悟飯が襲われているところを助けたが、その後逆に捕らえられ、Dr.コーチンに洗脳され悟空と闘わせられる。正気に戻った後は悟空たちと共にDr.ウイローに立ち向かい、悟飯と連携して悟空を援護。戦いが終わった後には悟飯を褒めるなど師弟の絆も見せた。また、悟飯が夢の中で「ピッコロさんだ〜いすき」という歌を歌う。
- 劇場版6作目『地球まるごと超決戦』では、悟飯がターレスに襲われているところを助けるがターレスに敗れる。その後、悟空が元気玉を完成させるまでの時間を稼ぐためクリリンたちと共にターレスに再び挑んだ。
- 劇場版7作目『超サイヤ人だ孫悟空』では、悟飯がドロダボらと戦っている最中に駆けつけドロダボを倒すが、悟飯を庇ってメダマッチャとアンギラの攻撃を受ける。その後、巨大化したスラッグとの闘いではスラッグを弱体化させるため自分の耳を引きちぎり悟飯に口笛を吹かせ、自身はスラッグの触角を引っ張り弱らせた後、気を使い切った悟空に自分の気を分け与え回復させる。
- 劇場版8作目『とびっきりの最強対最強』では、悟飯の危機に登場しドーレとネイズを撃破する。逃走していたサウザーを追う途中、クウラによる光線が胸を貫通。地上に落下し、エネルギー波を撃たれる。瀕死の重症を負ったピッコロをクウラが悟空に投げ返すも、再びエネルギー波を放たれ、なす術もなく被弾する。最後に生き残ったサウザーを遠距離から魔貫光殺砲で狙撃して倒した。
- 劇場版9作目『激突!!100億パワーの戦士たち』では、悟飯、クリリンと共にビッグゲテスターのロボット兵と闘い、全滅させる。その後はビッグゲテスターに乗り込み、量産されたメタルクウラに窮地に追い込まれるが、メタルクウラが次々と爆発したことで危機を脱し、捕らえられた悟飯たちをビッグゲテスターから逃がす。
- 劇場版10作目『極限バトル!!三大超サイヤ人』では、13号が悟飯を狙って撃った気功弾をはね返して悟飯の危機を救った後、悟空と共に人造人間13号と闘う。
- 劇場版11作目『燃えつきろ!!熱戦・烈戦・超激戦』では、悟空たちの危機に宇宙船で駆けつけブロリーと闘う。登場した直後ブロリーに「ムシケラ」呼ばわりされるが、すぐさま「化け物め、好きにしろ」と返している。ブロリーの圧倒的なパワーには及ばず蹴り上げられるが、ブロリーに怯えて戦意を喪失したベジータに喝を飛ばした。
- 『ドラゴンボールZ外伝 サイヤ人絶滅計画』では、サイヤ人以外の戦士で唯一登場している。
- 劇場版12作目『銀河ギリギリ!!ぶっちぎりの凄い奴』では、天下一大武道大会にて対戦相手のクリリンの萎縮した様子を見てやる気をなくし試合放棄する。その後、ボージャックに苦戦する悟飯を助けるものの、ボージャックにより身体を串刺しにされ敗れる。
- 劇場版13作目『危険なふたり!超戦士はねむれない』では、本人は登場しないものの、ピッコロの格好をしたクリリンに助けられた悟飯が見た幻として登場した。
- 劇場版18作目『神と神』では、ブルマの誕生日パーティーに出席。暴れ出したビルスを止めるために天津飯や人造人間18号と共に立ち向かうが、箸で突かれて気絶させられる。また、パーティーの際にカラオケを歌うカットがあったが、その場にいた悟飯以外の全員が苦しんだり気絶したりしており、音痴という一面も明らかになった。なお、悟飯だけはピッコロの歌を嬉しそうに盛り上げていた。
- 劇場版19作目『復活の「F」』では、基本的には孤独を愛するため、悟飯の家のすぐ近くにあるサタン所有の山の中で暮らし、毎日夕食だけ悟飯たちと食べているという生活が明かされた[68]。悟飯らの留守中にはその娘パンの面倒を見たり、原作ではほとんど会話する機会のなかったビーデルも遠慮なく彼を茶化してみたりと、悟飯の親類同然の存在となっている。重いターバンとマントを常に身に着けるなど、今でも武術の修業は続けている[69]。悟飯たちと共に殺さぬ程度に加減しながらも、フリーザ軍の兵士の多くを倒す。フリーザ軍で最強の幹部のシサミには若干手こずるも、超サイヤ人化した悟飯が代わりに一撃で倒した。
- 劇場版20作目『ブロリー』では、ブロリーとの戦いで超サイヤ人ブルーに変身しても勝てないと判断した悟空が、ブロリーの標的が自分たちからフリーザに変わった隙に、ベジータを連れ瞬間移動を使用してピッコロのもとへ戦線離脱する。ピッコロは悟空とベジータの2人にフュージョンの指導を行った。
- 劇場版21作目『スーパーヒーロー』では、悟飯と共に主人公として登場[70]。

#### ドラゴンボール超
基本設定は劇場版『神と神』『復活の「F」』と同様。
フリーザ復活編
復活したフリーザを迎え撃ち、悟飯たちと共に殺さぬ程度に加減しながらも兵士の多くを倒すが、フリーザとの修業により短期間で急激にパワーアップした幹部タゴマとの戦いでは先陣を切って挑むも返り討ちに遭う。その後フリーザの攻撃から悟飯を庇い、胸を貫かれ死亡。地球に戻ってきた悟空の瞬間移動によって遺体は天界のデンデの下に送られた。フリーザとの戦いの後はナメック星のドラゴンボールで生き返り、悟飯の申し出で再び悟飯の修業を請け負う。
破壊神シャンパ編
悟飯の再修業として組み手を行っていた際に悟空から第6宇宙選抜チームとの団体対抗試合を行うための第7宇宙の代表メンバーとしてスカウトを受ける。その話を聞いた悟飯は再修業の成果を試したいと参加を志願するも学者業と試合の日程が合わず、その結果ピッコロが代わりに第7宇宙の代表メンバーとなった。
本戦ではフロストと対戦。絶対的な実力差を覆すために長時間かけて魔貫光殺砲の気を限界以上に溜めてからフロストに当てることに望みを託す。フロストの攻撃をあえて受けて油断を誘ったり攻撃を受けて指先に溜めた気が解けたように演出するなどの策を弄することで、気を溜めながらフロストを捕縛することに成功、戦闘巧者としての意地を見せた。
ピッコロの勝利は確実と思われたが、フロストが仕込んでいた毒針攻撃により拘束を解き、反撃を受けて敗れる。その際、場外へと放たれた魔貫光殺砲はシャンパが作った彼いわく「超頑丈」なバリアーを貫くほどの威力にまで達しており、フロストも「もしも捕縛されたまま技を受けていたなら負けていた」と語っていた。その後、フロストの仕込み毒針がジャコに暴かれ、ピッコロの判定勝ちという結果になったが、ベジータがフロストを反則負けにせず自身との再試合を希望したことで、ピッコロはベジータに対戦権を譲って棄権した。
漫画版では団体戦という形式から実力的に勝てないまでもチームのためにフロストの体力を削ろうと防戦一方とはいえ上手く立ち回ることで奮戦しフロストを消耗させるも、同じく仕込み毒針を使われ敗れた。その後フロストの不正が判明し判定勝ちとなるも、ベジータに対戦権を譲って棄権する流れはアニメと同じ。
“未来”トランクス編
不死身の肉体を持つザマスの討伐方法に悩む悟空に魔封波の使用を提案。手本として魔封波を実践し、それを収めた動画を見たトランクスが魔封波を会得することができた。
漫画版では登場しない。
宇宙サバイバル編
全王が主催する8つの宇宙の代表戦士たちによるチーム対抗の武道大会「力の大会」に悟空から出場の勧誘を受けて、第7宇宙代表の選抜戦士10名の中の1人として参戦する。各宇宙の手練れが自身の宇宙の存亡を賭けて戦う大会に対し「この極限、腕が鳴るぞ」と発言している。
力の大会直前には悟飯の戦闘力を取り戻させるため悟空から仙豆を2粒もらい、孫悟飯の再修行の仕上げとして特訓を行う（漫画版『ドラゴンボール超』では、ピッコロを勧誘に訪れた悟空に修行をさぼっていた悟飯を呼ばせて鍛え直した）。この時には悟飯が学者業に専念していた間も日々の修行を続けていたことで、超サイヤ人2に変身した悟飯を圧倒するほどに実力を上げていた。その後、潜在能力解放状態への再覚醒を成功させ本来の力を取り戻した悟飯には及ばず右腕を斬り落とされる。しかし、その斬り落とされた右腕を遠隔操作して気功波を放ち、油断していた悟飯を攻撃。以前も「勝負が決したと油断したからブウに吸収された」と指摘し、力の大会では最後まで油断しないことを忠告した。また「悟飯の戦闘力にはまだ伸びしろがある」と大会直前までの特訓の継続を進言し、それに応じた悟飯から2人での連携技を発案される。
力の大会では第10宇宙のルバルトを倒し、さらには悟飯とのタッグで第6宇宙のナメック星人であるサオネルとピリナと対決。多くのナメック星人の有志と同化し、驚異的な生命力を得たサオネルとピリナの覚悟と気迫に対し気圧されそうになったが、自身の中の神とネイルの導きもあり、極限にまで気を集中させた魔貫光殺砲を放ち勝利する。続いて第4宇宙のガミサラスとシャンツァを悟飯との連携で倒すが、同じく第4宇宙の戦士であるダモンの特性を見誤り、その隙を背後からの連続攻撃で場外に押し出されて脱落した。
漫画版では、第9宇宙最強のベルガモを単独で相手にしながら優勢に戦ったり、17号や悟飯と共に第10宇宙の戦士たちを圧倒したり、第4宇宙のガミサラスの特性を見破り撃破するなどの活躍も見せたが、アニメ版と同じく第4宇宙のダモンの特性を見誤って場外に落とされた。
銀河囚人パトロール編
故郷のナメック星が凶悪犯モロに襲われた際に、ナメック星で良くないことが起きていると感づき、神殿からナメック星人と交信をとろうとしたが上手くいかなかった。直後にマカレニ兄弟が地球に来て交戦。倒した上で「ただの通りすがりの宇宙人」という嘘を信じて逃がそうとしたが、デンデから宇宙を荒らしている者の仲間だと知らされ怒る。その後、モロに力を分け与えられたことで大きく戦闘力を上げた囚人たちが銀河中に放たれる。その内のユンバ、シモレッカ、セブンスリーが地球に来襲し戦闘、セブンスリーに首を掴まれ戦闘能力をコピーされる。そのままセブンスリーと交戦したが、競ってもセブンスリーは体力が無限のため削れないという特性から追い詰められ、魔貫光殺砲での撃ち合いで競り負けそうになっていたところを悟飯に助けられる。二か月後にモロが地球に来るまでに悟飯と連携技の修業を行い、セブンスリーとの再戦時にはコピー能力では対応できない連携技で優位に戦った。その後、セブンスリーを吸収したモロに対して自爆技を使用しようと試みるも、モロに魔貫光殺砲を放たれ腹部を貫かれて重傷を負うが、デンデに回復してもらう。その後は身勝手の極意を極めた悟空の戦いを遠くから静観したが、地球がモロに取り込まれた後は戦士を引き連れ、ベジータに悟空に気を送ることは可能かと提案した。
スーパーヒーロー編
本シリーズでは孫悟飯と共に主人公を務める。新生レッドリボン軍が作り出した新たな人造人間たちと戦う。その中で新たに進化形態「潜在能力解放」と「オレンジピッコロ」に覚醒し活躍する。

#### ドラゴンボールGT
悟空たちが宇宙に旅立って9か月後、第26話にて滝で瞑想して修行しているシーンで初登場。悟飯に寄生したベビーと遭遇し魔貫光殺砲で応戦するも、かめはめ波で吹き飛ばされる。
第40話でベビーの消滅後は地球人をツフル星に避難させるために瞬間移動をし過ぎて超サイヤ人4化が解けた悟空に自分に残された力を与え、かつて神がピッコロ大魔王と分離する前に作った究極のドラゴンボールを消滅させるため、悟飯に最後の別れを告げ爆発する地球と運命を共にした。死亡後、肉体をもらい天国へ行ったが、地獄に落ちた悟空を助けるため閻魔大王に「地獄へ送ってくれ」と懇願。1度は法律に基き断られたため、わざと天国を荒らして地獄に送られる。
地獄行きが決まった直後は申し訳なさそうにしており、事情を知らない悟空からは「顔が怖いから天国に行けなかった」と言われた。なお、この際には神より上の立場の閻魔大王に対して対等な口調で話している。
地上のデンデと息を合わせて悟空を地上に返す準備ができた時は彼から一緒に行こうと誘われるが、ピッコロも生き返ると「究極のドラゴンボール」も復活してしまうため、あの世に残ること決めた。その後は地獄で暴れる怪物を鎮圧するなどの治安活動を行っており、地獄を管轄する鬼たちからも慕われている。
最終話では地獄に来た悟空と握手を交わし、「お前のことは一生忘れない」とのメッセージを受け取り、最後の別れが描かれた。また、悟空の異変に気付いていたような節もあった。
ピッコロが最後まで戦いに参加しなかったことについて前川淳は『GT』は悟空とベジータの話に集約されていったこと、ピッコロは悟飯との関係性で登場するべきキャラクターだったことを理由としている。

#### ドラゴンボールDAIMA
魔人ブウとの闘いの後、悟空たちと共にトランクスの誕生日パーティーを祝っていたが、大魔界の王キング・ゴマーの策略によって子供の姿にされた。

### ゲームでのピッコロ
ゲームでの初登場は『ファミコンジャンプ 英雄列伝』。マジュニア名義でピッコロ大魔王の上に君臨する「13人の反逆同盟」の最後の1人として登場する。
『ドラゴンボール3 悟空伝』ではマジュニア名義で最終ボスとして登場。リメイク版ではシェンとの闘いが追加されている。
『強襲!サイヤ人』よりプレイヤーキャラクターとして登場。ゲームにおいてはRPG系では2～3番手の実力を持っている他、オリジナルストーリーとしてネイルや神以外との融合を描かれることがあり、かつての自分でもあるピッコロ大魔王との融合を描かれる作品もある。また、カード要素があるRPGではドラゴンボールを作った神様と一心同体であるという設定の関係上、「ドラゴンボールの使用が必要な状況で死なれるとまずい状況」ではピッコロが死ぬとゲームオーバーになるなど、キーキャラクターとして設定されていることがある。
『超サイヤ伝説』においてはツムリーとマイーマというナメック星人の青年2人と融合するほか、デンデとも融合する選択を迫られる。デンデと融合した場合のピッコロの戦闘力は第3形態のフリーザを超えるほどまでに上昇する。
『舞空闘劇』における彼が主人公のIFストーリーではセルゲームにてかつてのラディッツ戦を思わせる結末で悟空が死亡した後、悟空の去り際の約束を守って魔人ブウ（無邪気）を一旦破るほどのパワーアップを遂げていた。しかしブウを完全に消滅させるには至らず、本当の意味で大魔王と神とが融合する発想をひらめきナメック星のドラゴンボールにてに蘇らせた初代ピッコロ大魔王を屈服させ完全な融合を果たして地球に帰還するも、その間にさらなる変貌を遂げていた魔人ブウ（悪）を消滅させることは叶わず、魔封波による封印によって一応の決着を迎える。その後、トラブルにより別次元から来たゴテンクスが封印を破ってしまうものの、二人が協力して最後には魔人ブウ（悪）を完全に消滅させた。
『ジャンプスーパースターズ』ではスーパータッグ技として『Dr.スランプ』のDr.マシリトとフュージョンして口から「ボツ魔砲」を放つ技がある。
『ドラゴンボールヒーローズ』ではカードごとにターバンとマントを着用しているカードと着用していないカードが存在する。『スーパードラゴンボールヒーローズ』からはカードのイラストにターバンとマントを着用しているカードにはピッコロのアイコン表示にターバンとマントを着用しているアイコンが表示される。邪悪龍ミッション6弾ではDr.ウィローに洗脳されたピッコロや、初期の頃のピッコロ「マジュニア」が登場した。
『ドラゴンボール ゼノバース』では魔神ドミグラの魔法で洗脳され、悟天とトランクスの前に敵となって立ちはだかる。しかし主人公の活躍によって正気を取り戻し、その後、魔人ブウ（悪）と戦う主人公に加勢する。主人公の師匠になった際は厳しくしつつもしっかり指導する。しかし主人公がフリーザ一族だった場合、一族全てが悪人ではないとわかっているがどこかわりきれない様子を見せる。
『ドラゴンボールZ ドッカンバトル』ではサイヤ人編以降のピッコロはネイルと同化した後や神と融合した後でも、そのまま「ピッコロ」名義のままである。なお、第23回天下一武道会にて登場した時のピッコロは「マジュニア」名義であり、ピッコロとは別キャラクター扱いとなっている。
『ドラゴンボールZ カカロット』ではプレイアブルキャラクターの一人として登場。フォームチェンジは神と融合した際の力を引き出す「同化の真価」のみ使用可能。攻撃力は他のキャラクターに劣るが必殺技が広範囲に攻撃できる技が多く、雑魚敵を一掃しやすい。なお、同作ではアニメオリジナルであった悟空と共に運転免許証を取得しに行く話が収録されている。アニメではTシャツとジーンズを着て教習所に来ていたが、同作では悟空同様道着姿のままである。原作で月を破壊しているが、ゲーム内辞典「Z大全集」では幻影を使って月を消したように見せていたと説明されている。また、サイヤ人戦で悟飯の道着を亀仙流のオレンジの道着からピッコロのデザインの道着に新調したのは、悟飯の力を認め、悟飯もピッコロのことを師として受け入れた象徴でもあるとされている。

### ピッコロの技
初代ピッコロ大魔王がよく使用していた技はほとんど使用可能。原作で名前が付いている技は魔貫光殺砲、魔封波がえしのみ。鳥山は「あまり技に名前を付けるのは好きではないが、大体そのキャラクターが考えそうな名前を付けており、ピッコロは漢字で渋くしている」と語っている。
フルパワー衝撃波（） / 超爆裂魔波（） / 地球破滅波（） / 爆発波（） / 爆裂波（） / 魔光閃空（） / 魔神結界 / 超爆力魔波
全身の気を最大に高め、自身を中心とした大爆発を放出する魔族最強の技。天下一武道会において、会場や周辺の街を吹き飛ばした。『超』でも力の大会を想定した悟空&天津飯との戦闘、力の大会では第4宇宙の透明人間ガミサラス戦で使用している。一部のゲームでは、相手のエネルギー波を消滅無効化するバリア的な要素も併せ持つ衝撃波として扱われる場合もある。
追尾弾（） / 爆裂魔光砲（） / 追跡エネルギー弾 / 魔空波（まくうは） / 誘導エネルギー弾 / 爆力魔波
天下一武道会当時のピッコロが切り札として繰り出した。片方の手で支えて放つのが特徴。標的をどこまでも自動追跡していくのが特徴だが、悟空にその特性を利用されて逆に自分が喰らうことになった。一見して単なるエネルギー波のため、初見の際にはその特性を気付かれにくい。
劇場版第8作『とびっきりの最強対最強』ではドーレに対して放っており、ドーレはこれに辟易して受け止めようとするが止めきれずに消滅した。
魔貫光殺砲（まかんこうさっぽう）
ピッコロが悟空を倒すために開発した技で、ラディッツ戦にて初めて披露した。2本の指を揃えて額に当てて気を溜めた後、その指先を敵に向けて螺旋状の気をまとった貫通力が非常に高い光線を放つ。破壊力はピッコロの技の中でも最高クラス。また、ラディッツに避けられた際の「あのスピードを…」というピッコロの発言から、光線のスピードにも自信が窺える。
自身の全ての気を指先だけに集約させており、溜め続けるほど威力が増していく特性がある。長時間かけて気を集中させることで、自身の限界以上の強力な一撃を放つことが可能。そのため、当てることさえできれば、自身より格上の相手にも一矢報いることができる。この特性から原作ではラディッツ、『超』ではフロストや、絶大な生命力を誇るサオネルとピリナといった、自身を上回る戦闘力や耐久力を持つ対戦相手に、その能力差を覆すために使用している。また、力の大会で放った時は気が充分に溜まっていない半端な状態で撃ったことがあり、その後は完全な状態で撃った場合との威力の違いが描かれている。
実力差を覆せる切り札となり得る技だが、ラディッツ戦時点では一度の戦闘中に2発しか使えず、強力な一撃を放つには気を溜めるのに時間がかかる欠点があり、気が溜まるまで悟空が時間稼ぎの戦闘を行う必要があった。また、ナッパとの戦いでは両の掌を突き出した状態でエフェクトが同じ技を放っている。
原作ではラディッツ戦以後は使用していないが、アニメや劇場版では何度か登場。完全体となったセルの背中に命中させたが通じなかった。第6作『地球まるごと超決戦』では溜め時間なしの速射で放つも、ターレスに片手で受け止められた。第8作『とびっきりの最強対最強』ではクウラを倒して力を使い果たした悟空たちを襲おうとしたサウザーを遠距離からこの技で狙撃して倒し、悟空たちを救った。第12作『銀河ギリギリ!!ぶっちぎりの凄い奴』では悟飯を狙ったボージャックの気功波を迎撃した。アニメ『超』ではフロストに直撃はしなかったものの、シャンパが作った彼いわく「超頑丈」なバリアーを貫くほどの威力にまで達しており、フロストも「もしも捕縛されたまま技を受けていたなら負けていた」と語っていた。力の大会では、驚異的な生命力を持つ第6宇宙のサオネルとピリナを攻略するために使用し、この時には高低差のある位置にいた2人を同時に射貫くために、光線の軌道を曲げて撃つ新たな技術も見せている。劇場版『スーパーヒーロー』ではガンマ2号相手に発射し2号はバリヤーを展開、バリヤーこそ貫けなかったが魔貫光殺砲のエネルギーは貫通力を維持したまま四散し、周辺の地形を切り裂いていた。
貫通力の設定で、一部のゲームではガード不能とされており、衝撃波で消すか弾くしか対処ができない最強クラスの技となっている。また、チャージ可能な技として設定されている作品もあり、その作品ではフルチャージすればガード不能の貫通力が反映されることもある。
光線眼 / 目から怪光線 / 目からビーム
両目から発射する光線。クリリンの発射した追跡エネルギー波を相殺する際に使用。悟空との試合においても使用したが、避けられている。
角ビーム / 怪光波 / 魔電撃（までんげき）
体内に流れる微量の電気を触角で増幅させ放つ。天下一武道会で悟空に対して使用。『超』ではフロスト戦で魔貫光殺砲を溜めている期間に牽制技として使用。
口から気功波（くちからきこうは） / 口から怪光線（くちからかいこうせん） / 爆裂魔口砲（ばくれつまこうほう） / 魔王砲（まおうほう） / 超激烈魔口砲（ちょうげきれつまこうほう）
体内で蓄えた"気"を口から吐き出す技。気をためていることを敵に悟られないのが利点。第23回天下一武道会で悟空の右胸付近を貫いた。サイヤ人編では、栽培マンをこの攻撃で消滅させた。『超』でも力の大会では第4宇宙の透明人間ガミサラス戦で使用しとどめを刺している。
魔光砲（まこうほう）
手から気功波を放つ。悟空との戦いの序盤戦などに使用。
連続魔光砲（れんぞくまこうほう） / 魔空連弾（まくうれんだん）
上空から気功波を連発する技。天下一武道会で悟空に対して使用。
魔光線（まこうせん） / 魔激砲（まげきほう） / 爆力魔波（ばくりきまは） / 魔砕撃滅波（まさいげきめつは） / 魔光砲（まこうほう）
下方の敵に向けて放つ特大のエネルギー波。第23回天下一武道会にて悟空を会場ごと吹き飛ばすために使用したが、悟空の放った超かめはめ波に打ち負ける。
連続閃光弾（） / 拡散誘導気功弾（） / 魔空包囲弾（） / 魔操光弾（まそうこうだん） / 魔空集中弾（まくうしゅうちゅうだん）
大量に放ったエネルギー弾を空中に留まらせ、その全てを同時にぶつける。相手を包囲して逃げ場を奪うことができるが、人造人間17号にはバリアーで防がれた。力の大会では第10宇宙のルバルト、第6宇宙のピリナに使用した。ファミリーコンピュータ用ソフト『サイヤ人絶滅計画』を初めとするゲームでは、ピッコロの最強技に設定されていることも多い。また、ゲームによっては相手を包囲せずに大量のエネルギー弾が追尾する技ともなっている。
超爆裂魔波（） / 激烈光弾（）
胸の前で両手の五指の指先同士を合わせて、全ての力を集中した後に両手で押し出すように気功弾を放つ。人造人間17号との戦いに乱入してきたパワーアップしたセルに使用した。
それまでピッコロと互角の闘いを繰り広げていた17号ですら喰らえば無事では済まないほどの凄まじい威力を持ち、技を脇から見ていた17号は「やばい…!」と身を伏せ退避した。観戦していた18号もその威力からセルを倒したと思い込んだが、大量の人間を吸収したことで彼らの想像以上のパワーアップを遂げたセルには通用しなかった。
後者の名称は主にゲームで使われているほか、アニメ『Z』第148話のサブタイトルでも使用されている。
また作中、神と融合した後に使用した技であることから、ゲームによっては神と融合した後の状態でないと使用できない場合もある。
手を伸ばす / 伸びる腕 / ミスティックアタック / 妖魔拳（ようまけん） / 伸縮自在拳（） / 魔手（） / イビルハンド
腕を伸ばし、相手を捕まえて引き寄せ、重い一撃を与える技。クリリンに対して使用。悟空に対しては受け止められ、逆に投げられる。原作ではそれ以降は使われなかったが、劇場版ではターレスやサウザーに使用している。『超』でも何度か使用し、相手の拘束に用いた。
ゲームによっては引き寄せてから投げる、ミスティックスルーも存在する。
残像拳（）
素早い動きで残像を残し、相手に自分の位置を誤認させる。クリリンのかめはめ波を回避するために使用。
魔封波がえし（）
相手の放った魔封波を、より強大な魔封波で跳ね返して相手を封じ込める技。第23回天下一武道会で神が乗り移ったシェンに対して使用。
なお、魔封波自体も使用することができ、『超』では悟空に教えようとしたり、ブルマがスマートフォンで録画する前で実演してみせた。
ソニックキック
人造人間17号に対して使用。相手の横方向から、足を上げて引いたまま突進し、相手目掛けて伸ばして放つ蹴り。
巨大化 / 超巨身術（）
体を巨大化させる技。小山ほどの大きさと化すが、スピードは全く衰えない。反面、小回りが利かなくなる欠点がある。単なる息でも衝撃波に似た効果を及ぼす。
第23回天下一武道会での悟空戦で使用するが、悟空には逆に利用され、飲み込んで人質にしていた神様が封印された小瓶を、体の中に入り込まれ奪い返された。
作中では2段階に大きさを変えており、ゲーム『ドラゴンボール3 悟空伝』では「巨身術」、「超巨身術」と区別されている。アニメでは、ガーリックJr.と対決した時も悟空の時ほどではないが一回り大きくなった。
劇場版第7作『超サイヤ人だ孫悟空』では、同じナメック星人のスラッグが使用しており、その際のスラッグについての界王の説明からナメック星人の技であることも示唆されている。ゲーム『超ドラゴンボールZ』では、初代ピッコロ大魔王も使用できる。
劇場版第21作『スーパーヒーロー』では、セルマックス戦でオレンジピッコロの状態で使用。巨大化しても強さはたいして変わらず、ただのハッタリであることがピッコロにより語られた。また、クリリンに言われるまでピッコロ自身もこの技の存在を忘れていた。
分身
文字通り体を分裂させる。アニメではこの技を発動して自分同士で組み手を行い、修行する描写があるほか、ナッパ戦でもクリリンと共に、それぞれ3体に分裂してナッパと戦っている。分身特訓はアニメオリジナルだが、鳥山明のアイディアを基にしている。
物質出現魔術（ぶっしつしゅつげんまじゅつ）
何もない場所からイメージした物体を出現させる術。ナメック星人が持つ特殊能力で、同様の術は界王や界王神も使用している。ピッコロの場合はマントや道着、剣、砂時計を出現させている。
再生
切断された腕やバラバラになった肉体を瞬時に再生させる。体力を消耗するので戦闘力は下がるが、頭さえ無事なら何度でも復活が可能。劇場版では千切った耳も瞬時に生やして復活させた。
遠見の術（）
元々は地球の神が使用。主に天界関係者が下界を監視するために用いるもので、本来はナメック星人や魔族には使えないため、ピッコロは神が自分と融合すれば消滅する能力と予測していたが、実際は融合した後もこの能力を使用している。
テレパシー
声を出さずに直接相手の脳に話しかける能力。人造人間20号に襲われた際、悟飯に助けを求める時に使用した。異次元である精神と時の部屋にいる悟天とトランクスや、『GT』ではあの世からデンデに使ったり他の星にいる悟飯に別れの言葉を告げるために使うなど、利便性のある能力。ピッコロと神様だけでなく他の多くのナメック星人も使うことができる。上記の通り、話しかける相手はナメック星人以外でも会話ができるが、その場合は相手は声を出さないと会話ができない。
魔閃光殺砲（）
漫画版『超』で使用。悟飯との合体技で、悟飯が放った気功波にピッコロが指先から放った気功波が螺旋状に纏わり、1つとなって相手を襲う。
魔翔硬爬斬（）
ゲームオリジナル。伸縮自在の両腕を鞭のように振るいながら上昇し、連撃を叩き込む技。

### ピッコロの戦闘力
作中で明らかになっているピッコロの戦闘力は以下の通り。
ラディッツ戦：322 - 408 - 1330
ラディッツの計測したスカウターの数値より。408は超重量の装備を脱いだときで、悟空と僅か8の差である。1330は1度目の魔貫光殺砲を発動する直前の数値。アニメでは2回目の魔貫光殺砲のときに1480と計測された。
ラディッツ戦後：329
ラディッツ戦の翌日に、ブルマが修理したスカウターが計測。戦闘力が僅かに上昇。アニメでは計測されていない。
ナッパ・ベジータ戦：1220 - 3500
悟飯を鍛えると同時に自身も修行により戦闘力が上昇。1220は作中、ナッパのスカウターが計測。
フリーザ戦：100万以上 - ?
戦士タイプのナメック星人ネイルと同化。フリーザ第2形態と互角以上の戦いを見せた。
劇場版第6作目『地球まるごと超決戦』：18000
ターレスのスカウターが計測。
第23回天下一武道会にて悟空に敗北後、超重量のマントとターバンを装着してラディッツ戦まで修行を行い、さらにベジータたちの地球来襲までには悟飯へ修行をつけると同時に自身も大幅に戦闘力を増した。ナメック星では界王の下での修行に加えて同じ戦闘タイプのナメック星人であるネイルとの同化で大幅にパワーアップし、戦闘力100万を超えるフリーザの第2形態をやや上回る活躍を見せた。
人造人間編では悟空親子との3年間の修行で人造人間20号を圧倒するなど超サイヤ人に近しい実力をつけるが、永久エネルギー式の人造人間には対抗できず、さらなる力を求めて元々は一人のナメック星人だった神と融合したことで真の実力を解放し「超（スーパー）ナメック星人」と形容されるほどの超戦士に進化を果たす。超サイヤ人をも超える実力を得て、ジンジャータウンでのセル第1形態戦では優勢に闘い、人造人間17号相手にも互角の強さを見せた。その後はセルゲームに向けて精神と時の部屋で修行した。修行後に悟空から、完全体のセルにこそ通用しないまでも「レベルそのものが上がったのがわかる」、アニメではトランクスからも「パワーが桁違いに上がっている」と評されるほどのパワーアップを遂げた。セルゲームの際にはセルジュニアと戦う様子が僅かに描かれたが、その際の戦闘状況を描いた扉絵で倒れていないのはピッコロとベジータとトランクスの3人のみであり、アニメでは独特の戦闘スタイルを活かして何とか善戦する姿が描かれた。
セルゲーム終了後は悟飯らと共に第25回天下一武道会に出場するため、修行する姿が描かれてはいたが、本選の一回戦でシンとの対戦を戦闘せずに棄権。シンが界王神であることを知ってからは悟空らと共に魔人ブウとの闘いに協力するも、実力差もあり直接的に戦闘に参加する機会はなかった。悟空、悟飯やベジータらサイヤ人には戦闘力の絶対値としては差を開けられたものの、その後も戦闘の識者としての評価は高く指導者の役割を担った。その戦闘の豊富な知識を魔人ブウ（悪）にも狙われ吸収されたりもした。
鳥山明がストーリーを手掛ける、魔人ブウ編とエピローグの間を描いた『ドラゴンボール超』では、戦士としての勘が鈍った悟飯から再修業の師を依頼されたり、第6宇宙との選抜試合開催の際には学者業と日程が合わず参加できない悟飯に代わり、試合のルール上フュージョンの使えない悟天とトランクスを抑えて第7宇宙選抜に悟空からスカウトされた。その試合では様々な策を弄することで格上の相手フロストを、不正手段を使われなければ勝利していたほどに善戦している。その後も「宇宙サバイバル編」の頃には、日々の修業の成果と悟飯との特訓により、超サイヤ人2状態の悟飯を圧倒できるほどの実力に到っており、悟飯を潜在能力解放状態へ再覚醒させる手解きをした。

#### 潜在能力解放
『ドラゴンボール超 スーパーヒーロー』で初登場。ピッコロが修業で身に付けるも自身では完全に発揮できずにいる潜在能力を、神龍への願いの力で引き出してもらい覚醒した姿。
悟空やベジータにも迫る実力を持つと目算されるガンマ2号とも渡り合えるほどの神の次元にまで戦闘力を飛躍させた。
外見の変化は、皮膚の色が明るい黄緑色に変化し、腕や脚などにあった線状の模様が消失する。同時に道着の色も深紫から赤紫に、帯の色は赤から黒に変色する。気の色は金色となる。

#### オレンジピッコロ
『ドラゴンボール超 スーパーヒーロー』で初登場。ピッコロが潜在能力解放の状態で更なる窮地に達した際に覚醒した姿。
神龍の力で潜在能力を解放したことでガンマ2号と序盤は互角の戦闘を繰り広げるも、次第にピッコロが劣勢になっていく。その窮地の中で、神龍が潜在能力を解放した際に“オマケ”として付与された更なる力を発揮する。それまで苦戦していたガンマ2号の打撃の連打をノーガードで一切受け付けず、拳の一撃で叩き伏せるほどに強い。ピッコロはこの進化で悟空たちに匹敵するほどの戦闘力を得ており、そのことを個人的に喜んでいると原作者の鳥山明は語っている。
外見上の変化は「潜在能力解放」の際と同様に腕や脚などの線状の模様は消失し、両腕などの皮膚の色はオレンジ色系統の配色に変化。同時に道着の色も「潜在能力解放」の際と同様に深紫から赤紫に、帯の色は赤から黒に変色する。体型はひと回り大きくより筋肉質な体つきに変化。触覚は常に上向きとなり、目の周りには黒い隈取りがされ瞳は赤く変色し、顔も一段と険しくなっている（小説版では「獰猛な闘士を思わせるゴツゴツした顔つき」と表現）。また背中に光る龍が弧を描くと、道着の背中中央にナメック星の「アジッサの木」を模した紋章が光り浮かび上がる。全身からはオレンジ色の炎のような苛烈なオーラを発する。
この形態に覚醒した後に悟飯から覚醒時の名称を決めてほしいと提案され、ピッコロ自ら「オレンジピッコロ」と命名した。この命名について原作者の鳥山明は「センスのないピッコロらしいでしょ？」と語っている。

### 補足（マジュニア）
着用しているターバンとマントはナメック星人の衣装に似たピッコロオリジナルデザインの服であり、防護服の役割を果たしている。服の素材はコットン。第23回天下一武道会出場時はターバンのデザインが後のものと若干異なっていた（原作およびアニメ初登場時の数カットのみ、後ろの襟元で布を結んだように描かれている）。また、本編では誕生時にしか初代のような「魔」の紋章付きの服を着ていないが、扉ページでのみ道着に紋章が描かれたことがある。サイヤ人編以降は超重量のマントとターバンを着用している。また破損した道着の復元と脱ぎ捨てたマントとターバンの着用を瞬間的に行う場面もある。原作では帯の色は天下一武道会の悟空との対戦時では青、天下一武道会の悟空VS天津飯戦観戦時とラディッツ編では紫、サイヤ人編以降や一部の劇場版において赤い帯だが、アニメではほぼ一貫して青だった。「魔」の紋章が無いだけで初代と同じデザインの道着だが、第23回天下一武道会出場時から対フリーザ戦まで首元の丸かった部分が、人造人間との戦い以降は胸元まで逆三角形状に開いた感じに若干の変化がなされている。
ナメック星人特有の緑色の肌のため、ビーデルなどの一般人や、アニメではバビディにも「顔色が悪い」と言われ、「これは生まれつきだ」と返す場面が度々存在する。
原作では幼少期の悪行を働く場面は存在しないが、アニメ『ドラゴンボール』では、第123話にて誕生時に燃えさかる家の前で怯える老夫婦の眼前で炎に照らされる姿が描かれ、第124話では子供の誕生会をやっている家を覗いて嫌悪感を見せ、隙を見て家の中を荒して逃亡し、それを追いかてきた犬も気弾で撃退し、第125話では自然公園に侵入して熊を殺し、駆けつけたパトロール隊の鉄砲も折り曲げたり発砲された弾丸を超能力で全弾止めたりして驚かせ、第126話では2人の漁師が乗った漁船を突如エネルギー波で漁師ごと沈めている。
連載時、「ピッコロは運転が下手」という題材で、扉ページでエアカーの運転を練習するピッコロが描かれた。また、アニメ『ドラゴンボールZ』第125話ではチチに半ば悟空の巻き添えを食らう形で彼とともにエアカー教習所に行かされる。指導員のシンシアに「中々筋がいいですわ」と言われたものの、悟空と張り合って無茶苦茶な運転を行った。この回は普段の道着姿ではなくTシャツとジーンズを着て登場し、ピッコロ役の古川登志夫も印象的と語っている。
連載中にナメック星編の時期に行われた鳥山明の漫画全般を対象にしたキャラクター人気投票では第3位、人造人間・セル編、魔人ブウ編で行われた『週刊少年ジャンプ』誌上の人気投票では共に5位に、また連載終了後に発売された公式ガイドでも5位にランク入りしている。
『週刊少年ジャンプ』1995年13号において、読者の考えたフュージョン募集の一例として鳥山明によりピッコロとクリリンがフュージョンした「ピリリン」が描かれた。
『CROSS EPOCH』では『ONE PIECE』のロロノア・ゾロとともに旅の剣客として登場。原作と同じターバンとマントを着用しているが、髷を結っていてインナーも和服調になっている。腰に刀を携帯し、ゾロと共にピラッパギー一味の止めをさすのに一役買っている。ゾロと同じく本作では方向音痴の設定。また、アニメ『ドラゴンボール改』にて一部地域で放送されている『ONE PIECE』への受け渡しスポットの2009年6月分に、ピッコロとゾロがコンビで登場している。

### テーマソング
「口笛の気持ち・ピッコロ編」
作詞：佐藤大 / 作曲：池毅 / 編曲：岩崎文紀 / 口笛：上柴はじめ / セリフ：古川登志夫（ピッコロ）
劇場版『超サイヤ人だ孫悟空』挿入歌。口笛の音が苦手なピッコロがその音に苦しみ、その挙句人格崩壊を起こすというもの。
「ピッコロさんだ〜いすき」
作詞：谷穂ちろる / 作曲：池毅 / 編曲：山本健司 / 歌：野沢雅子（孫悟飯）
悟飯が尊敬するピッコロへの想いを歌った曲。劇場版『この世で一番強いヤツ』では挿入歌として使われており、勉強中に居眠りをしている悟飯が夢の中で歌っている。
「ALL ALONE」
作詞：岩室先子 / 作曲：影山ヒロノブ / 編曲：須藤賢一 / 歌：影山ヒロノブ＆BROADWAY
「ドラゴンボールZ ヒット曲集II-奇蹟（ミラクル）ZENKAIパワー!!-」に収録されたピッコロのイメージソング。
第23回天下一武道会からの悟空の宿敵としての因縁にまつわる歌詞。いかにも「悪役」なイメージはなく、全体に穏やかで情緒のある曲調で歌い上げられている。

### エピソード
ピッコロの声を務めた古川はハイトーンボイスのキャラクターを演じてきたため、それらのキャラクターとは大きく異なるピッコロの演技については「低めの声を出し続けなければならなかったので、かなり難しかった」と振り返っている。また、古川はピッコロ初登場の際は直情的な大魔王の息子的なキャラクターであるため、若くて血の気の多いエネルギーにあふれた18歳くらいのイメージで演じ、『Z』の頃は顔つきも渋くなってきたため30歳くらいをイメージしたと語っている。初期の悟飯との修行シーンで悟飯がタンコブを作ったりする場面では普通に演技したが、子供のころの悟飯をすごく気に入っていた八奈見乗児に誤解され「いい加減にしろよ!相手は子供なんだぞ!」と怒鳴られ、古川は「僕は声を演じているだけですが……」と困惑したという逸話もある。野沢雅子と荘真由美も同様で、2人からも「ピッコロさん、悟飯ちゃんをあまり苛めないでね」などと言われて古川が苦笑したこともあるという。古川自身もピッコロというキャラクターを大変気に入っており、自宅には青野武が担当した初代「ピッコロ大魔王」のものも含めてピッコロの大量のフィギュアが飾られ、自作のターバンやマントを付けているのもあるとのこと。劇中、ピッコロが1度目の死を迎えた際は「惜しまれて去るので、最期の場面は気に入っています。悟飯を特訓するところなど、人のいい面を見せて、やっと役柄がつかめたところなので残念です」とコメントしていた。
鳥山は連載終了直後に悟空と同じくらい、初代ピッコロ大魔王も含めて「ドラゴンボールで最も好きなキャラクター」と語っていた。また、鳥山は「お好みの戦士を5人挙げて下さい」の質問に対して、クリリン、サタン、悟空、ベジータと共に、ピッコロの名を挙げており「僕は基本的に無口な方が、絶対カッコいいと思う」と語っている。「大魔王の頃も好きだが、生まれ変わったピッコロは無口で孤独感があり、とてもお気に入りのキャラクターだった。描き始めた頃は、まさか、その後もずっと登場するとは思ってもいなかった。やはり思い入れのあるキャラクターだったんだろう」とも語っている。『スーパーヒーロー』のインタビューでも「僕の一番好きなキャラ」と答えている。
アニメのシリーズ構成を担当した小山高生は「自分にちょっと似ているかもしれない。だからピッコロ好きなんです」と語っている。